# Boeing
The Boeing Company, veelal afgekort tot Boeing, is een Amerikaans lucht- en ruimtevaartbedrijf, opgericht door William Edward Boeing. Het hoofdkantoor is gevestigd in Chicago in de Boeing International Headquarters. Boeing is wereldwijd de grootste producent van vliegtuigen naar omzet en de tweede als het gaat om het aantal afgeleverde toestellen. Boeing is ook de grootste producent van militaire producten. Het bedrijf is opgenomen in de Dow Jones Industrial Average.

## Activiteiten
Boeing is een grote producent van vliegtuigen, zowel civiel als militair, en maakt verder ruimtevaartuigen. De activiteiten zijn verdeeld over drie onderdelen: Commercial Airplanes, Defense, Space & Security en Global Services. In 2024 bereikte het bedrijf een omzet van US$ 66,5 miljard waarvan een derde werd behaald met de verkoop van civiele passagiers- en vrachttoestellen. Boeing leverde in dat jaar 348 toestellen af en had aan het einde van het boekjaar nog contracten om 5500 toestellen af te leveren. Het bedrijf telde 171.000 medewerkers in 2023. 

### Resultaten
De omzet van het bedrijf schommelt per jaar vooral door het aantal afleveringen. De omzet voor militair materieel is meer gelijkmatig en laat minder grote schommelingen zien. Het aantal opdrachten voor nieuwe toestellen gaf een scherpe daling te zien in 2009 als een gevolg van de kredietcrisis, maar al snel trad er herstel op. De orders zijn niet gecorrigeerd voor opdrachten die geannuleerd zijn. In 2015 werden 100 opdrachten voor toestellen geannuleerd waarmee het netto aantal opdrachten uitkwam op 768 toestellen.
In 2019 leed Boeing voor het eerst sinds 20 jaar verlies, vooral veroorzaakt door de problemen met de Boeing 737 MAX. De omzet daalde met een kwart omdat het aantal vliegtuigafleveringen is gehalveerd ten opzichte van 2018. De totale kosten met betrekking tot de 737 MAX zijn opgelopen tot US$ 18 miljard voor Boeing. In 2020 leed het bedrijf een verlies van 12 miljard dollar. Belangrijke redenen waren de voortdurende problemen met de 737 MAX, de coronapandemie en problemen met de nieuwe 777X. De eerste levering van de 777X is vertraagd en wordt pas eind 2023 verwacht en dit leidde tot een afschrijving van US$ 6,5 miljard vóór belastingen. Het verlies is 2024 is toe te rekenen aan de voortdurende problemen met diverse toestellen en een grote staking in de tweede helft van 2024.
| Jaar | Omzet           | Nettoresultaat  | Civiele vliegtuig- orders (in stuks) | Afleveringen civiele vliegtuigen (in stuks) | Order- portefeuille (incl. militair) (×US$ miljard) | Werknemers |
| Jaar | (× US$ miljoen) | (× US$ miljoen) | Civiele vliegtuig- orders (in stuks) | Afleveringen civiele vliegtuigen (in stuks) | Order- portefeuille (incl. militair) (×US$ miljard) | Werknemers |
| ---- | --------------- | --------------- | ------------------------------------ | ------------------------------------------- | --------------------------------------------------- | ---------- |
| 1960 | 1612            | 12              |                                      |                                             |                                                     |            |
| 1970 | 2835            | 10              |                                      |                                             |                                                     |            |
| 1980 | 8131            | 505             |                                      |                                             |                                                     |            |
| 1990 | 20.276          | 973             |                                      |                                             |                                                     |            |
| 2000 | 57.993          | 2309            |                                      |                                             |                                                     |            |
| 2007 | 66.387          | 4074            | 1135                                 | 441                                         | 327                                                 |            |
| 2008 | 60.909          | 2672            | 570                                  | 375                                         | 352                                                 |            |
| 2009 | 68.281          | 1312            | 240                                  | 481                                         | 316                                                 |            |
| 2010 | 64.306          | 3307            | 495                                  | 462                                         | 321                                                 |            |
| 2011 | 68.735          | 4018            | 860                                  | 477                                         | 356                                                 | 171.700    |
| 2012 | 81.698          | 3900            | 1305                                 | 601                                         | 372                                                 | 174.400    |
| 2013 | 86.623          | 4585            | 1527                                 | 648                                         | 475                                                 | 168.400    |
| 2014 | 90.762          | 5446            | 1514                                 | 723                                         | 487                                                 | 165.500    |
| 2015 | 96.114          | 5176            | 868                                  | 762                                         | 489                                                 | 161.400    |
| 2016 | 94.571          | 4895            | 787                                  | 748                                         | 458                                                 | 150.500    |
| 2017 | 93.392          | 8197            | 912                                  | 763                                         | 470                                                 | 140.800    |
| 2018 | 101.127         | 10.460          | 893                                  | 806                                         | 491                                                 | 153.000    |
| 2019 | 76.559          | –636            |                                      | 380                                         | 463                                                 | 161.100    |
| 2020 | 58.158          | –11.941         |                                      | 157                                         | 363                                                 | 141.000    |
| 2021 | 62.286          | –4290           | 535                                  | 340                                         | 378                                                 | 142.000    |
| 2022 | 66.608          | –5053           | 808                                  | 480                                         | 404                                                 | 156.000    |
| 2023 | 77.794          | –2242           | 1576                                 | 528                                         | 520                                                 | 171.000    |
| 2024 | 66.517          | –11.829         | 279                                  | 348                                         | 521                                                 |            |

## Geschiedenis

### Tot 1930

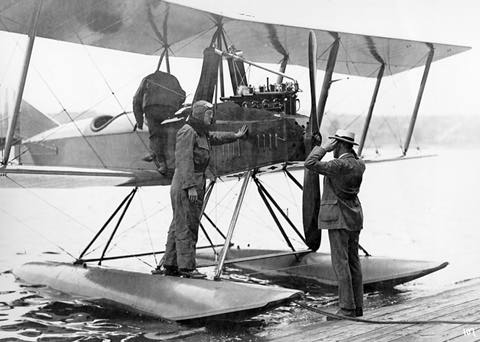
Boeing Model C

Boeing is op 15 juli 1916 opgericht in Seattle, Washington door William Edward Boeing onder de naam "Pacific Aero Products Company". William Boeing had gestudeerd aan de Yale University en werkte eerst in de houtverwerkingsindustrie waar hij veel ervaring opdeed met houten constructies. Deze kennis bleek van onschatbare waarde bij het ontwerpen en bouwen van zijn eerste vliegtuigen.
De oprichting vond plaats een maand na de eerste vlucht van een van de twee B&W-watervliegtuigen gebouwd met hulp van George Conrad Westervelt, een ingenieur van de Amerikaanse marine. Het eerste bekende vliegtuig van Pacific Aero Products is de Boeing Model C. Op 9 mei 1917 werd het bedrijf omgedoopt tot "Boeing Airplane Company".
In de jaren 20 vonden veel fusies en overnames plaats. In 1927 creëerde Boeing een luchtvaartmaatschappij genaamd "Boeing Air Transport" met als hoofdactiviteit het vervoer van luchtpost. Vrij kort erna ging deze luchtvaartmaatschappij samen met "Pacific Air Transport". In 1929 werden alle activiteiten ondergebracht in één bedrijf met de nieuwe naam "United Aircraft and Transport Corporation". Het nam in korte tijd onder meer Pratt & Whitney, Hamilton Standard Propeller Company en Chance Vought over.

### 1930-1939

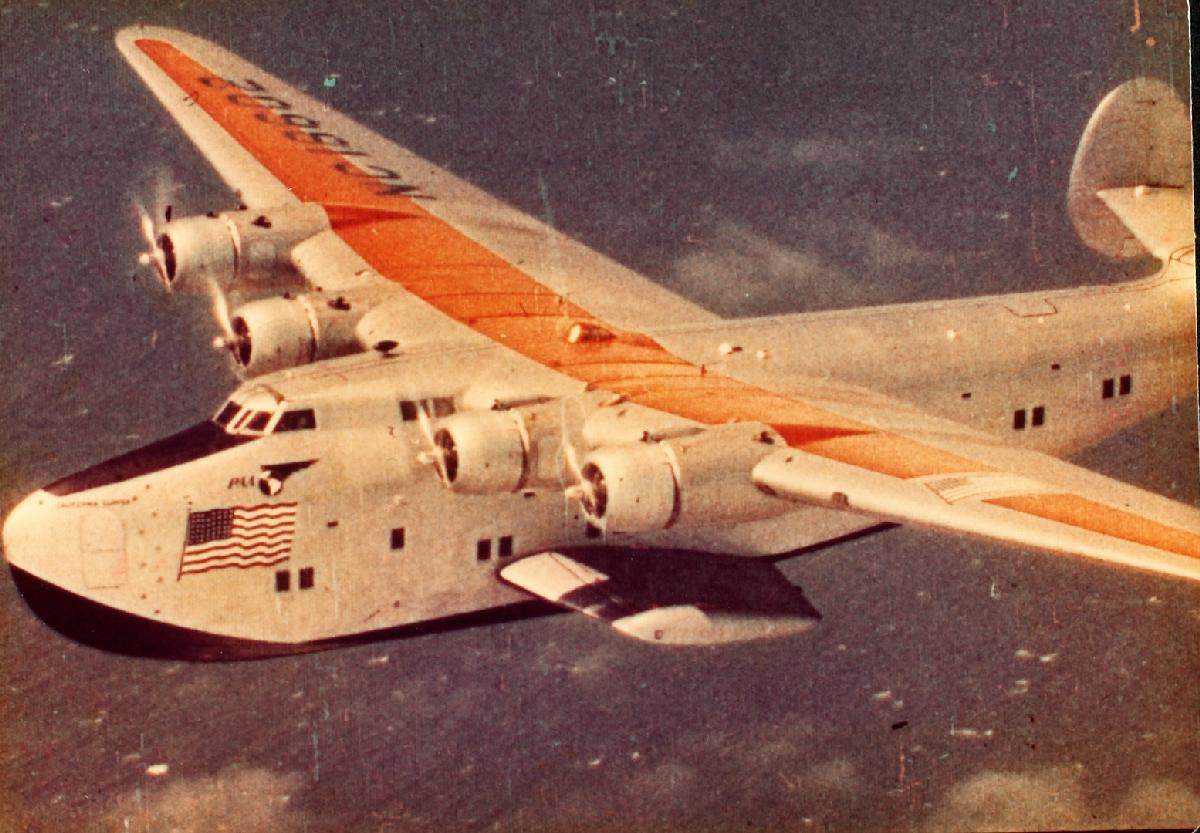
Boeing 314 Clipper

United Aircraft and Transport Corporation trok in 1930 National Air Transport aan. In 1933 ontwierp het bedrijf een nieuw passagiersvliegtuig: de Boeing 247. Het was revolutionair omdat het voor het eerst volledig van metaal was, een laagdekker met intrekbaar landingsgestel, vleugelkleppen (flaps) en slechts twee motoren in plaats van de toen gebruikelijke drie. Boeing Air Transport bestelde meteen 60 stuks. Hieraan had men in Seattle zo de handen vol dat men er geen bestellingen kon opnemen voor andere luchtvaartmaatschappijen.
Die situatie leidde tot de luchtpost-wet van 1934, die het vliegtuigfabrikanten en luchtvaartmaatschappijen verbood om tot hetzelfde bedrijf te horen. Het bedrijf splitste zich daarom in drie delen: Boeing Airplane Company, United Airlines en United Aircraft Corporation, de voorloper van United Technologies Corporation. Naar aanleiding van deze opsplitsing verkocht William Boeing zijn aandeel in het bedrijf.
Kort daarna sloot Boeing Airplane Company een overeenkomst met Pan Am om een commerciële vliegboot te ontwikkelen die in staat was trans-Atlantische vluchten te maken. De eerste vlucht van deze Boeing 314 "Clipper" was in juni 1938. Het was destijds het grootste passagiersvliegtuig ter wereld met een capaciteit van 90 passagiers tijdens dagvluchten en 40 tijdens nachtvluchten. Een jaar later werd het startsein gegeven voor de eerste lijndienst van de Verenigde Staten, via Foynes (de maritieme voorloper van Shannon Airport), naar het Verenigd Koninkrijk. Vele andere routes volgden en Pan Am vloog de 314 Clipper de hele wereld over.
In 1938 kwam de Boeing 307 "Stratoliner" gereed, het eerste toestel ooit met een drukcabine. Het was in staat om op 6.000 m te vliegen boven de meeste weersstoringen.

### 1940-1949

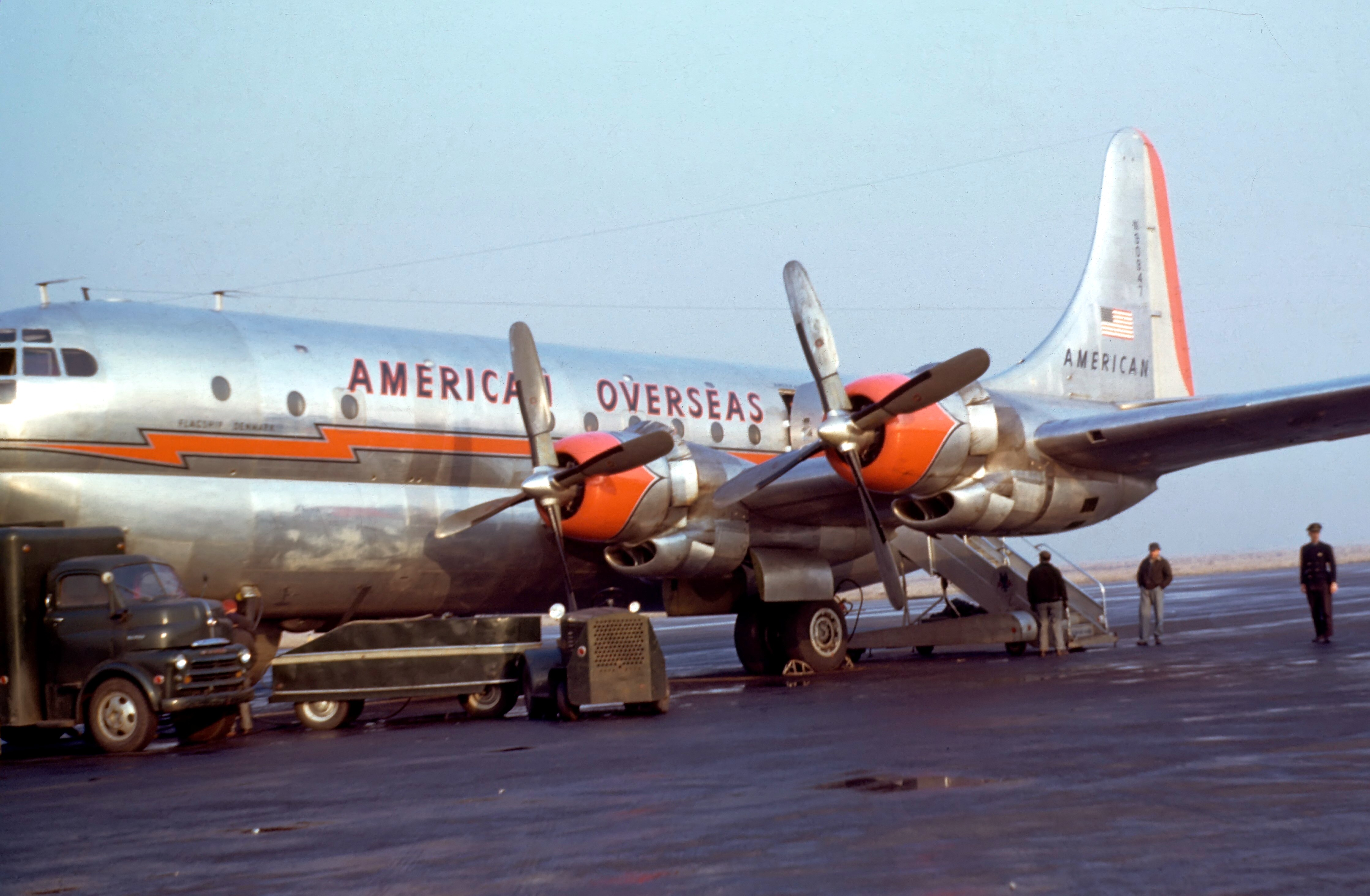
Boeing 377 Stratocruiser

Tijdens de Tweede Wereldoorlog bouwde Boeing grote aantallen bommenwerpers. Veel medewerkers waren vrouwen van wie de mannen vochten in de oorlog. Begin 1944 was de productie dermate verhoogd dat meer dan 350 toestellen per maand werden gebouwd. Om eventuele aanvallers op de assemblagehallen te misleiden werden deze bedekt met gras en boerderij-items. 
Tijdens de jaren van oorlogsvoering werkten de grote vliegtuigfabrikanten samen. De door Boeing ontworpen B-17 Flying Fortress werd ook geassembleerd door Lockheed Aircraft Company en Douglas Aircraft Company, terwijl de B-29 Superfortress in elkaar werd gezet door Bell.
Na de oorlog werden de meeste bestellingen voor bommenwerpers geannuleerd en verloren 70.000 mensen hun baan bij Boeing. Het bedrijf wilde zich herstellen door de productie van een luxueus viermotorig toestel, de Boeing 377 Stratocruiser, een doorontwikkeling van de B-29. De verkopen liepen echter niet zoals verwacht en het bedrijf moest andere bronnen van inkomsten zien aan te boren. Men ging overtollige bommenwerpers verbouwen tot transportvliegtuigen voor troepen en tot tankvliegtuigen.

### 1950-1959

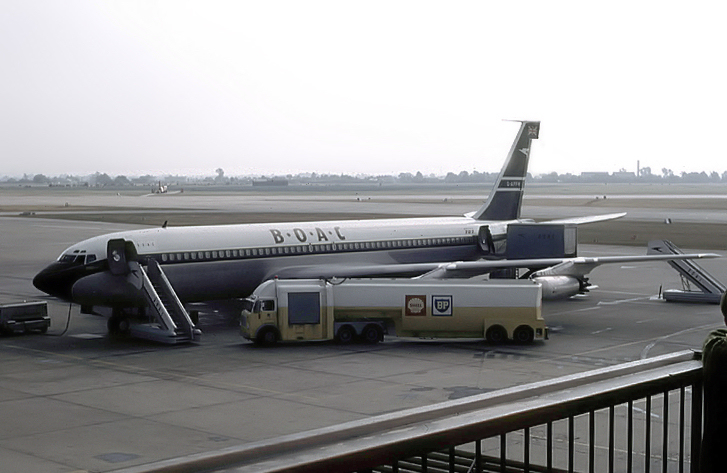
Boeing 707

De Koude Oorlog kwam voor het bedrijf als geroepen. Boeing ontwikkelde eind jaren veertig en begin jaren vijftig militaire straalvliegtuigen zoals de B-47 Stratojet, B-52 Stratofortress en de KC-135 Stratotanker. Verder legde men zich toe op totaal andere militaire producten. Een daarvan was een korteafstandsraket die bedoeld was om vijandige toestellen uit de lucht te halen. Boeing was verder actief bij de ontwikkeling van intercontinentale raketten.
In 1954 werd de Boeing 367-80 onthuld, een demonstratietoestel waar later de KC-135 en de Boeing 707 van zijn afgeleid. 
In 1958 begon de levering van een nieuw viermotorig toestel, de Boeing 707, geschikt om 150 tot 189 passagiers mee te vervoeren. Het vliegtuig kwam op de markt na de Britse De Havilland Comet, de Franse Sud Aviation Caravelle en de Russische Tupolev Tu-104, die de eerste generatie commerciële straalvliegtuigen vormden. Met de introductie van de 707 kreeg de Verenigde Staten een leidende positie in de markt van passagiers-straalvliegtuigen. Enkele jaren later breidde Boeing de 707-lijn uit met de 720, een versie met een hogere topsnelheid maar een korter bereik. Van de 707 zijn in totaal 1010 exemplaren gebouwd.

### 1960-1969

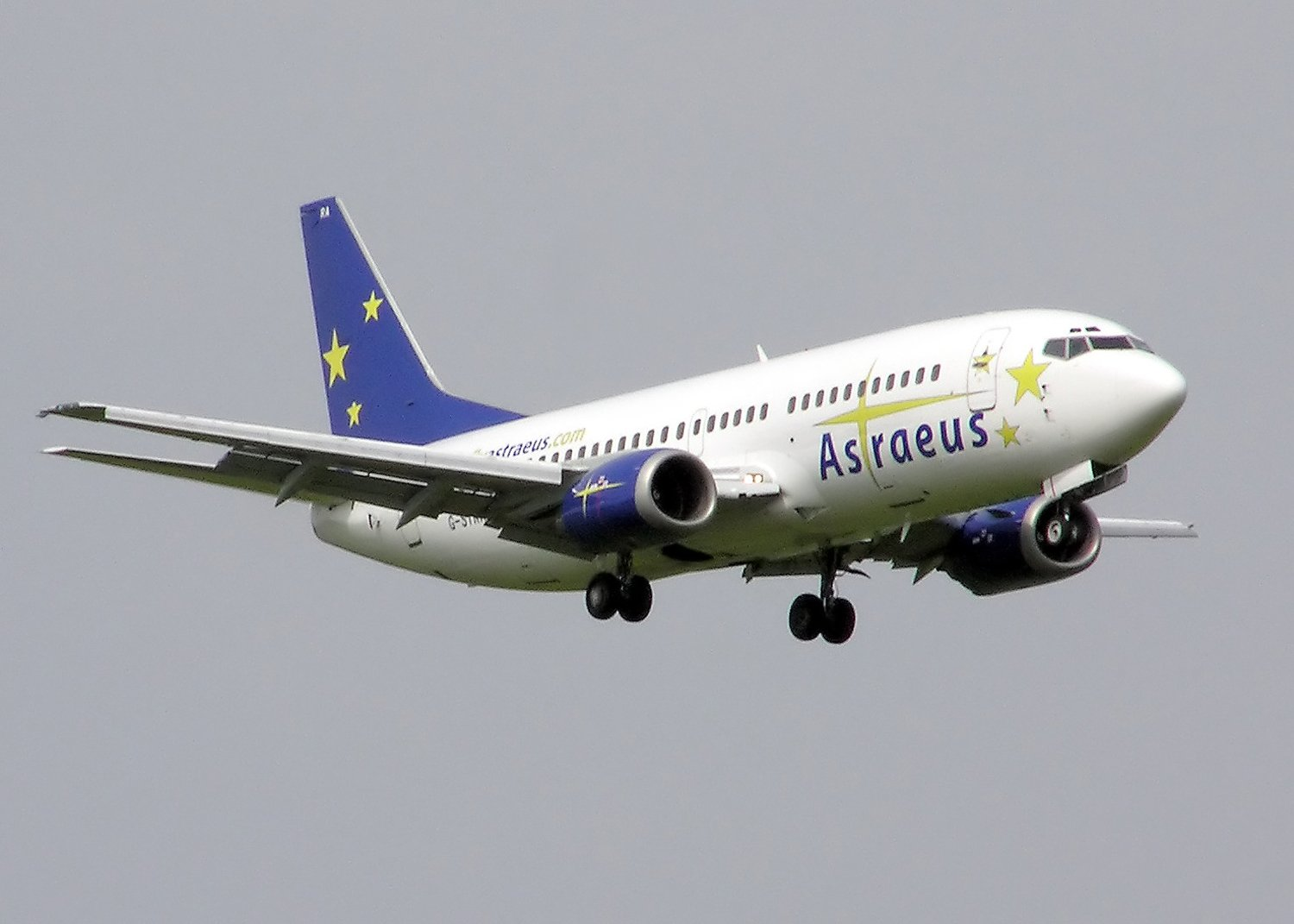
Boeing 737-300

In 1960 nam Boeing de Vertol Aircraft Corporation over en doopte deze om tot Boeings Vertol Division. Dit bedrijf produceerde de CH-47 Chinook, een helikopter met twee rotors die zijn eerste vlucht maakte in 1958. Deze helikopter is geschikt voor het vervoeren van zware lasten en wordt nog steeds gemaakt en wereldwijd ingezet. In 1964 begon Vertol ook met de productie van de CH-46 Sea Knight.
In 1963 werd de 727 op de markt gebracht, een driemotorig narrow-bodyvliegtuig voor middellange routes. De 727-100 kon 110 tot 145 passagiers vervoeren, de verlengde versie (727-200) maximaal 189. De 727 werd hoofdzakelijk ingezet binnen Europa en op binnenlandse vluchten in de Verenigde Staten. Toen de productie in 1984 beëindigd werd, waren er 1831 exemplaren gebouwd.
In 1967 introduceerde Boeing een nieuw toestel voor korte en middellange afstanden, de tweemotorige 737. De 737 wordt nog steeds gemaakt en is inmiddels het best verkochte verkeersvliegtuig aller tijden. Verbeteringen zitten met name in een vergrote capaciteit en een groter bereik.

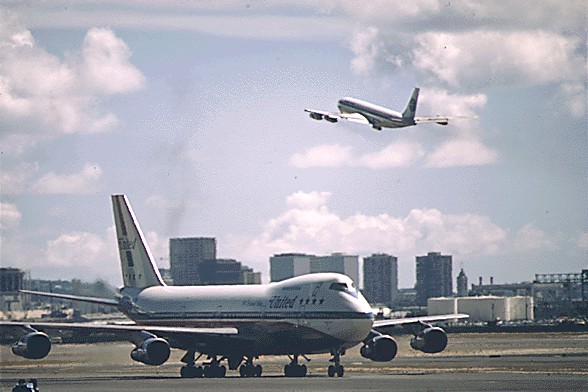
De 707 en de 747 waren de ruggengraat van menige vloot

Boeing begon de jaren zestig met het maken van draagvleugelboten. De schroefaangedreven USS High Point was een experimentele onderzeebootjager. De USS Tucumcari was succesvoller en ondanks het feit dat er slechts één is gebouwd heeft deze dienstgedaan in Vietnam en Europa voordat hij in 1972 uit dienst trad. Zijn innovatieve waterjet en zich volledig onder water bevindende draagvleugels stonden model voor de Pegasus-klasse draagvleugelboten in de jaren tachtig. De Tucumcati en latere klassen werden gebouwd in Renton. Draagvleugelboten worden sinds het eind van de jaren tachtig niet meer gebruikt door de Amerikaanse marine, de Boeing Jetfoils zijn echter nog in bedrijf te vinden in Azië.

### 1970-1979
In het begin van de jaren zeventig kwam Boeing opnieuw voor een crisis te staan. Het Apollo-programma, waarin Boeing een grote deelnemer was, werd geannuleerd. Een ander probleem was de beslissing van het Amerikaans Congres om in 1971 de financiering van het supersonische 2707-toestel stop te zetten. Dit vliegtuigtype had het antwoord moeten worden op de Brits/Franse Concorde. Het bedrijf moest het personeelsbestand halveren naar ongeveer 40.000.
Boeing hoopte de verliezen op te vangen met de verkopen van commerciële vliegtuigen. Al in 1968 had de roll-out-ceremonie plaatsgevonden voor de Boeing 747 in de gigantische nieuwe fabriek in Everett, Washington. De 747 was de eerste widebody en een revolutionair toestel, dat intercontinentaal kon vliegen en tweeënhalf keer zo veel passagiers kon vervoeren als de in die tijd populaire Boeing 707. De ontwikkeling liep echter vertraging op en de kosten vielen hoger uit dan verwacht. Bovendien vond er een recessie plaats, ook op de luchtvaartmarkt, waardoor Boeing meer dan een jaar geen enkele order kreeg.
In januari 1970 vloog de 747 zijn eerste commerciële vlucht in dienst van Pan Am.
Dit beroemde vliegtuig veranderde de manier waarop tegen vliegen werd aangekeken, met zijn capaciteit voor 450 personen en een apart bovendek. Boeing heeft inmiddels bijna 1500 Boeing 747's verkocht. De 747 heeft in de loop der tijd meerdere technische verbeteringen ondergaan en ook is het bovendek verlengd.
Tijdens de jaren zeventig ontwikkelde Boeing ook lightrailvoertuigen die gebruikt zouden worden in San Francisco, Boston en Morgantown. Deze waren een beperkt succes; tussen 2000 en 2007 zijn ze alle vervangen.

### 1980-1989

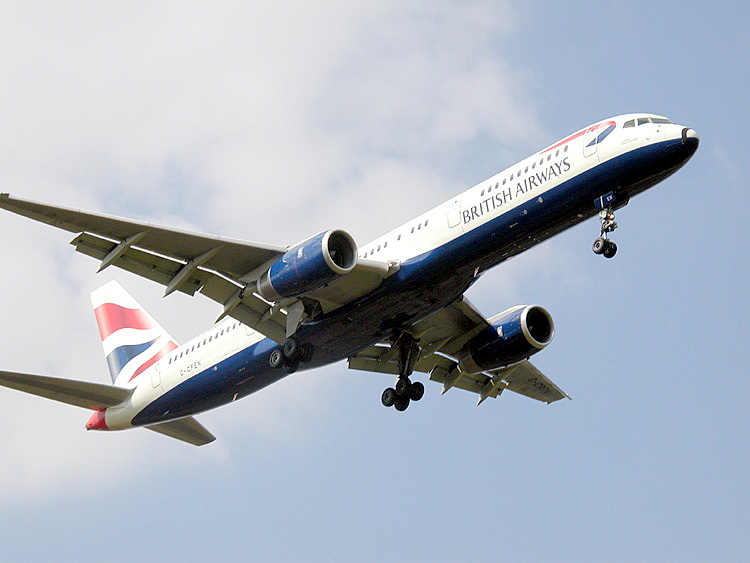
De smalle 757 verving de 707 en de 727

In 1983 bouwde Boeing zijn 1000e 737-toestel. In de daaropvolgende jaren werden Boeings commerciële en militaire vliegtuigen de standaard onder maatschappijen en het Amerikaanse leger. Terwijl het aantal passagiers toenam deed de concurrentie dat ook. Deze kwam hoofdzakelijk van de Europese nieuwkomer Airbus. Boeing moest komen met nieuwe toestellen en ontwikkelde de smalle 757 en de grotere 767, beide gelanceerd in 1982.
Een belangrijk project voor Boeing was de spaceshuttle, waar de kennis vergaard met het Apollo-programma goed van pas kwam. Boeing deed ook mee bij andere ruimtevaartgerelateerde projecten en was de eerste aannemer van orders voor het International Space Station. Tegelijkertijd werden verscheidene militaire producten in productie genomen, waaronder het Avenger-luchtverdedigingssysteem en een nieuwe generatie van korteafstandsraketten. In de jaren tachtig was Boeing erg actief in het ombouwen en verbeteren van bestaande uitrusting.

### 1990-1999

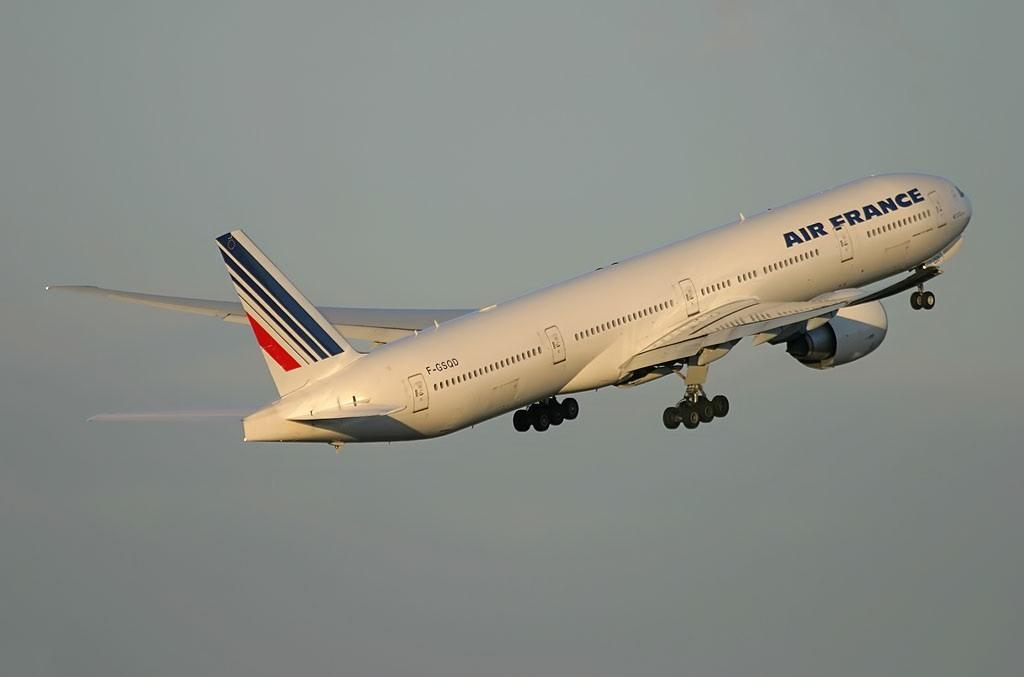
Een 777-300ER van Air France

Boeing was een van de zeven bedrijven die meestreden om de "Advanced Tactical Fighter" te mogen ontwikkelen. Boeings optie werd niet gekozen, maar als onderdeel van een overeenkomst tussen General Dynamics en Lockheed zouden alle drie de bedrijven meedoen in de ontwikkeling. Het ontwerp van Lockheed werd gekozen en verder ontwikkeld tot de F-22 Raptor.
April 1994 introduceerde Boeing de 777. De 777 was een tweemotorig toestel met plaats voor gemiddeld 350 passagiers. Hij viel hiermee tussen de 767 en de 747. Het toestel was het modernste toestel van die tijd: het was de eerste Boeing met een fly-by-wire-systeem en het had het grootste bereik voor tweemotorige vliegtuigen. Ook was de 777 het eerste toestel ooit dat volledig was ontworpen met behulp van CAD-programma's.
In augustus 1996 ging Boeing samen met McDonnell Douglas en vormde The Boeing Company. Daaropvolgend werd de McDonnell Douglas MD-95 omgedoopt tot de Boeing 717 en de productie van de MD-11 werd beperkt tot de vrachtversie. Ook kwamen hiermee de bouw en lancering van Delta-raketten in handen van Boeing. Boeing presenteerde een nieuwe identiteit na het samengaan van de twee bedrijven met o.a. een nieuw logo.
In 1996 werd Rockwell overgenomen, een bedrijf gespecialiseerd in luchtverdediging. Rockwell werd een onderdeel van Boeing, genaamd Boeing North American Inc.
In 1997 lanceerde Boeing een volledige herziening van alle modellen van de 737, die de 737 Next Generation (NG) genoemd werd. Deze nieuwe generatie 737 bestond uit de 737-600, de 737-700, de 737-800 en de 737-900.

### 2000-2009

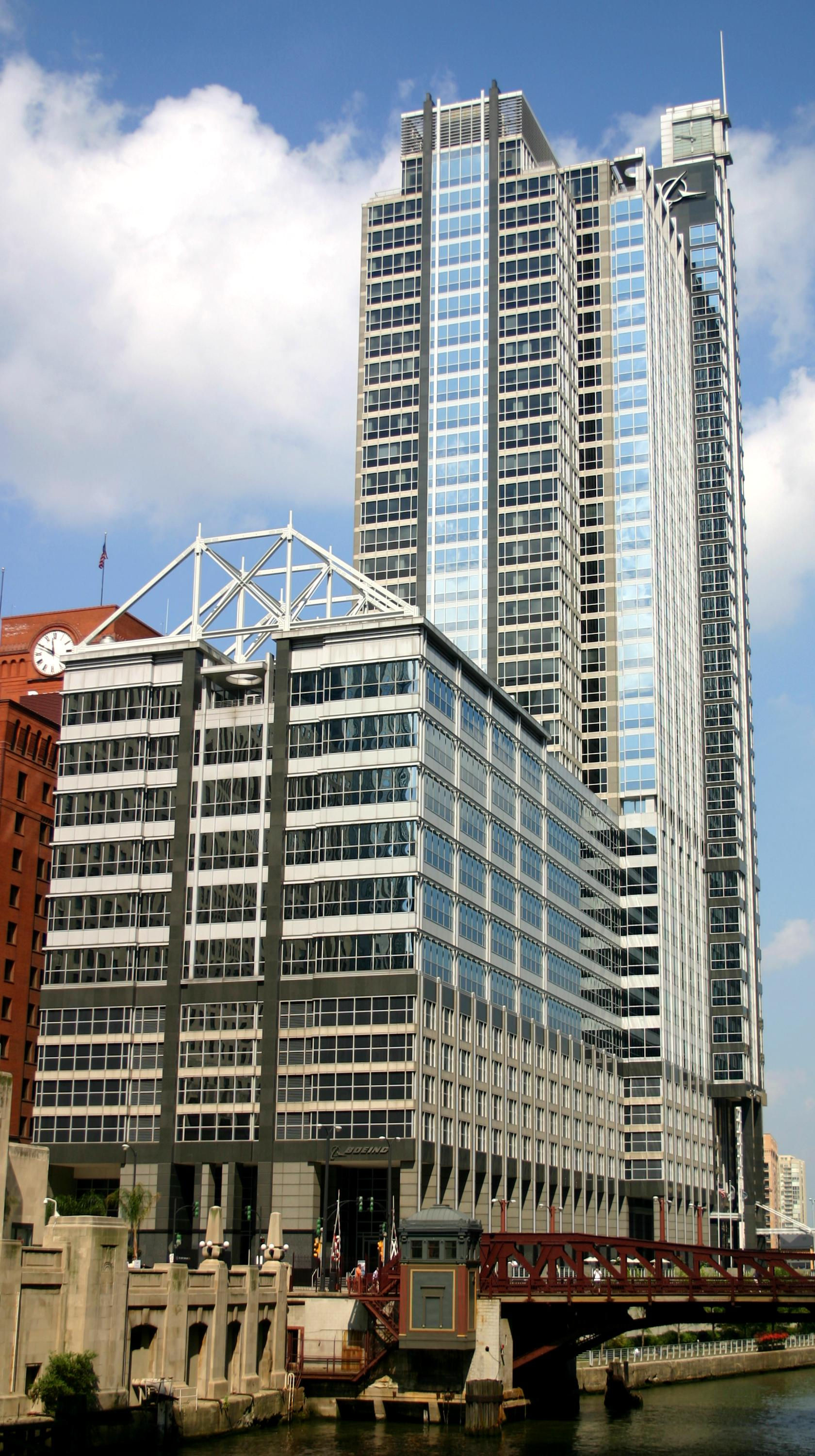
De Boeing International Headquarters in Chicago

In september 2001 verhuisde Boeing zijn hoofdkantoor van Seattle naar de Boeing International Headquarters in het centrum van Chicago. In oktober van datzelfde jaar verloor het de strijd om de felbegeerde productie van de Joint Strike Fighter van zijn concurrent Lockheed Martin. Boeings inzending de X-32 werd verslagen door de F-35 van Lockheed.
Boeing blijft de hoofdaannemer voor het International Space Station en heeft reeds een aantal grote componenten gebouwd. Ook was bijvoorbeeld het draagvliegtuig van de spaceshuttle, de Shuttle Carrier Aircraft, een Boeing 747.
In de loop van de decennia kregen de verkeersvliegtuigen van Boeing steeds meer concurrentie te dulden van Airbus. Rond de eeuwwisseling kwam Airbus op een punt dat het in elke categorie een toestel had waar Boeing dat ook had. In 2003 moest Boeing dan ook de positie als marktleider overdragen aan Airbus. Als gevolg hiervan werden meerdere projecten geannuleerd, waaronder de Sonic Cruiser. De Sonic Cruiser was in 2001 gepresenteerd als moderne Concorde en werd het beeldmerk van een nieuwe reclamecampagne met als slogan "Forever New Frontiers". Ondanks de annulering zijn veel elementen van de Sonic Cruiser verwerkt in toestellen als de 777 en de 787.
In 2005 werd de productie van de 757 stopgezet nadat er 1049 exemplaren van de band waren gerold. Langere versies van de 737 en de geplande komst van de Boeing 787 bestreken steeds meer de 757-markt en maakten dit model overbodig. Datzelfde jaar werd ook bekend dat de 717 vanaf 2006 niet meer geproduceerd zou worden, het laatste toestel ontworpen door McDonnell Douglas.
Eind 2006 ging Boeing, na op bedrijfsspionage ten nadele van Lockheed Martin te zijn betrapt, noodgedwongen samenwerken met Lockheed Martin op het gebied van raketlanceringen. Boeing bleek in het bezit van geheime documenten van Lockheed Martin aangaande het EELV-programma en een rechtszaak werd geschikt door de lanceerservices van beide bedrijven onder te brengen in een joint venture. Deze joint venture genaamd United Launch Alliance (ULA) was van 2006 tot 2015 de grootste leverancier van lanceerservices voor de Amerikaanse regering. Boeings inbreng in ULA betrof de bouw en lancering van de Delta II en de Delta IV. In hetzelfde jaar vormde Boeing een joint venture met het Russische VSMPO-AVISMA voor het fabriceren van titanium-onderdelen voor vliegtuigen.
In april 2006 noteerde Boeing voor het eerst meer bestellingen voor de 737-NG dan voor de klassieke versie. In datzelfde jaar werden de 777-modellen uitgebreid met een LR- (Longer Range) en een ER- (Extended Range) versie. Vanwege de stijgende brandstofkosten wist de relatief zuinige 777 veel orders binnen te halen. De 777-300ER is in staat om 451 passagiers te vervoeren met een intercontinentaal bereik, waardoor veel luchtvaartmaatschappijen het toestel inzetten als vervanger van de Boeing 747-400.

### 2010-2019
In 2011 leverde Boeing het eerste exemplaar van het nieuwste model, de Boeing 787, aan de Japanse maatschappij All Nippon Airways. De 787, ook 787 Dreamliner genoemd, valt qua marktsegment tussen de 737 en 767 enerzijds en de 777 en 747 anderzijds. Boeing ontwikkelde de 787 vanuit de verwachting dat vliegmaatschappijen op intercontinentale afstanden steeds meer zullen overstappen van het zogeheten hub and spokes-concept op directe vluchten. Hierdoor ontstaat behoefte aan een zuinig toestel dat een groot vliegbereik combineert met een hoog comfort. De 787 werd het snelst verkopende widebodytoestel aller tijden, en dit succes leidde ertoe dat Airbus begon met de ontwikkeling van de A350.
In 2011 was de eerste vlucht van de Boeing 747-8. Deze nieuwste versie van de 747 vervangt de 747-400 en beconcurreert de superjumbo van Airbus, de A380. De verkopen van de passagiersversie (de 747-8 Intercontinental) bleven achter op die van de vrachtversie (de 747-8 Freighter), mede vanwege het succes van de eigen 777-300ER.
De aankondiging van de Airbus A320neo en het aanhoudende succes van de 737 waren voor Boeing aanleiding om een derde generatie van dit toestel te ontwikkelen. Deze 737 MAX-familie moest in 2017 op de markt komen. Belangrijke verbeteringen waren onder andere: volledig nieuwe motoren, nieuwe vleugeltippen, introductie van fly-by-wire-systemen en een vernieuwd interieur gebaseerd op dat van de 787. In 2017 wilde Boeing ook de vernieuwde 777 in productie nemen. Deze 777X-familie zal bestaan uit de 777-8X en de 777-9X. Op 26 januari 2020 maakte de 777X zijn eerste vlucht.
Boeing had de leiding over de bouw en ontwikkeling van NASA's zeer krachtige draagraket het Space Launch System dat bedoeld is voor interplanetaire vluchten en waarbij in totaal zo'n 500 commerciële partners betrokken zijn. In 2014 won Boeing samen met SpaceX een Commercial Crew-contract van NASA om vanaf 2019 (eerder was 2017 het doeljaar) astronauten naar het ISS te vervoeren. Boeing had hiertoe in samenwerking met Bigelow Aerospace het CST-100 Starliner-ruimteschip ontwikkeld dat plaats biedt aan vier astronauten. Een voorstel voor een CST-100 Cargo voor NASA's tweede Commercial Resupply Services-contract haalde het in januari 2016 niet. 
In 2017 won Boeing de aanbesteding voor de bouw van de DARPA XS-1 (vanaf toen Boeing XS-1 Phantom Express), een lichte draagraket met aangepaste spaceshuttlemotoren waarvan de herbruikbare eerste trap als een vliegtuig horizontaal moest kunnen landen. Begin 2020 staakte Boeing de ontwikkeling van dit hypersonische raketvliegtuig echter, waarna ook DARPA het project stopte.
In juli 2018 werd bekend dat Boeing een groot deel van de Braziliaanse vliegtuigproducent Embraer gaat overnemen, alleen Embraers militaire vliegtuigen en privéjets blijven buiten de transactie. De activiteiten op het gebied van de verkeersvliegtuigen gaat op in een joint venture waarin Boeing een belang krijgt van 80% en Embraer de rest. Boeing betaalt hiervoor US$ 3,8 miljard (ca €3,2 miljard). Embraer maakt vooral kleinere verkeersvliegtuigen, met een maximum capaciteit van zo’n 120 passagiers, en Boeing is minder actief in dit marktsegment. In 2017 poogde Boeing heel Embraer over te nemen, maar de grootaandeelhouder – de Braziliaanse staat – blokkeerde dit. De Braziliaanse regering, aandeelhouders en mededingingsautoriteiten moeten nog toestemming geven, maar de twee verwachtten de deal eind 2019 af te ronden. In januari 2020 stemde de Braziliaanse mededingingsautoriteit CADE in met de samenwerking en alleen de Europese Commissie moet nog oordelen. Op 25 april 2020 maakte Boeing bekend dat de bedrijven er niet in geslaagd waren om de juiste voorwaarden voor de overname vast te leggen voordat de deadline van de overeenkomst verliep.
In september 2024 stemde Boeing ermee in om US$ 150 miljoen aan Embraer te betalen om het geschil te schikken.
Op 23 december 2019 werd bekend dat CEO Dennis Muilenburg per direct was weggestuurd. Aanleiding voor zijn vertrek was de crisis rond de 737 MAX-vliegtuigen.

## Toestellen

### Verkeersvliegtuigen
- Boeing 707
- Boeing 717
- Boeing 727
- Boeing 737
- Boeing 737 MAX
- Boeing 747
- Boeing 757
- Boeing 767
- Boeing 777
- Boeing 777X
- Boeing 787
- Boeing 7J7

### Militair
- B-29 Superfortress
- Boeing B-47
- B-52 Stratofortress
- Boeing C-135 Stratolifter
- Boeing P-8 Poseidon

### Vrachtvliegtuigen
- Boeing Dreamlifter
- Boeing C-17 Globemaster III

### Experimenteel
- Boeing X-45
- Boeing X-48
- Boeing X-53
- Boeing XF8B-1
- Boeing Y1
- Boeing Y3

### Raketten en ruimtevaart
- Delta
- Delta II
- Delta IV
- Sea Launch
- Boeing Starliner
- Space Launch System